# Akróasis
Akróasis è il quarto album in studio del gruppo musicale tedesco Obscura, pubblicato il 5 febbraio 2016 dalla Relapse Records.

## Descrizione
Vi è stata una lunga e travagliata lavorazione a questo disco: dopo che Christian Muenzner e Hannes Grossmann hanno lasciato il gruppo (sostituiti rispettivamente da Tom Geldschläger e Sebastian Lanser), i principali compositori sono diventati Steffen Kummerer e Linus Klausenitzer.

## Tracce
Testi di Steffen Kummerer, musiche degli Obscura.

### Edizione CD
1. Sermon Of The Seven Suns – 7:12
2. The Monist – 4:56
3. Akróasis – 4:23
4. Ten Sepiroth – 5:08
5. Ode to the Sun – 5:04
6. Fractal Dimension – 6:14
7. Perpetual Infinity – 5:52
8. Weltseele – 15:12
9. The Origin of Primal Expression (strumentale) – 3:55 – (bonus track)

### Edizione LP
1. Sermon Of The Seven Suns – 7:12
2. The Monist – 4:56
3. Akróasis – 4:23
4. Ten Sepiroth – 5:08
5. Ode to the Sun – 5:04
6. Fractal Dimension – 6:14
7. Perpetual Infinity – 5:52
8. Weltseele – 15:12
9. Melos (strumentale) – 3:08 – (bonus track)

### Edizione Digitale
1. Sermon Of The Seven Suns – 7:12
2. The Monist – 4:56
3. Akróasis – 4:23
4. Ten Sepiroth – 5:08
5. Ode to the Sun – 5:04
6. Fractal Dimension – 6:14
7. Perpetual Infinity – 5:52
8. Weltseele – 15:12

## Formazione
- Steffen Kummerer - voce, chitarra
- Tom Geldschläger - chitarra, chitarra fretless
- Linus Klausenitzer - basso, basso fretless
- Sebastian Lanser - batteria

Altri musicisti
- Maria Bullok - cori (Ode To The Sun)
- Monika Bullok - cori (Ode To The Sun)
- Matthias Preisinger - violino, viola (Weltseele)
- Jupp Wegener - violoncello (Weltseele)
- Philipp Rohmer - contrabbasso (Weltseele)
- V. Santura (Dark Fortress) - voce addizionale, chitarra, basso